# 塔格魏德山
47°21′29″N 10°46′37″E / 47.35806°N 10.77694°E

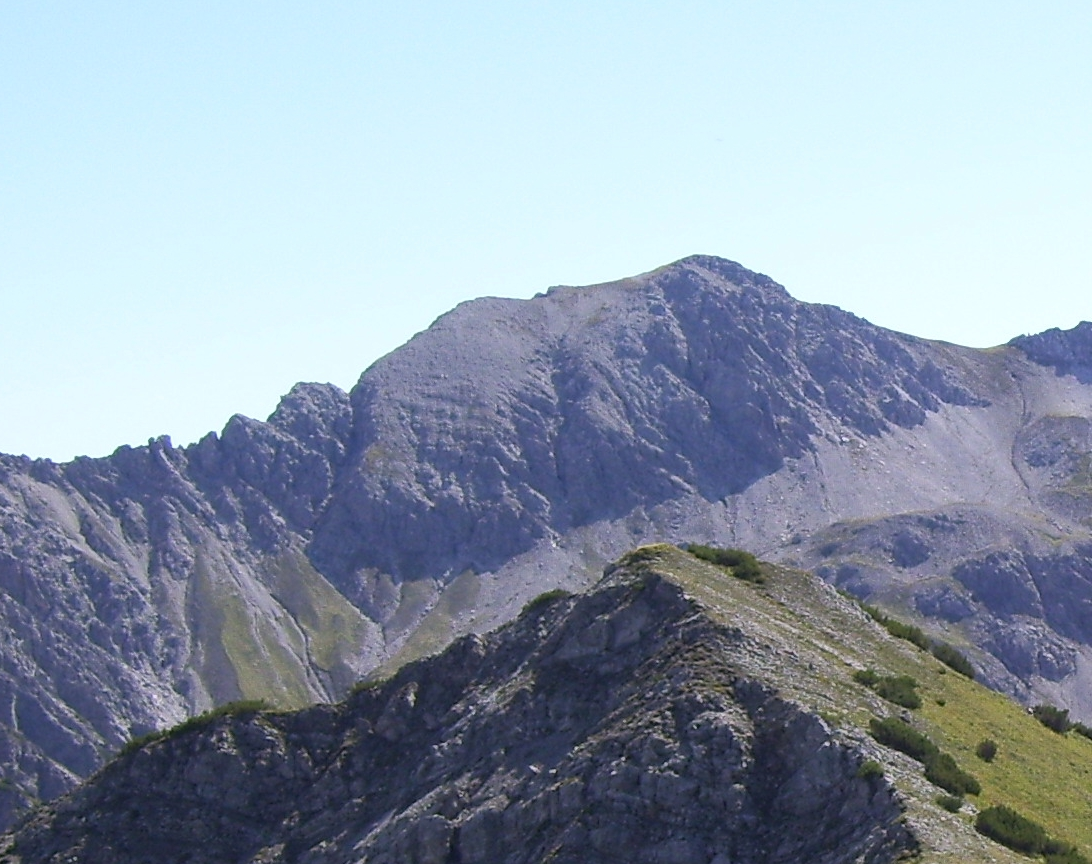

塔格魏德山（德語：Tagweidkopf），是奧地利的山峰，位於該國西部，由蒂羅爾州負責管轄，屬於萊希塔爾阿爾卑斯山脈的一部分，距離洛雷阿山0.6公里，海拔高度2,408米，每年平均降雨量1,847毫米。